# Diocèse de Casale Monferrato
Le diocèse de Casal (en latin : Dioecesis Casalensis ; en italien : Diocesi di Casale Monferrato) est un diocèse de l'Église catholique en Italie, suffragant de l'archidiocèse de Verceil et appartenant à la région ecclésiastique du Piémont.

## Territoire
Le diocèse est situé sur trois provinces : la plus grande partie est dans la province d'Alexandrie, l'autre partie de la province étant partagée par les diocèses d'Acqui, d'Alexandrie, d'Asti, de Tortone et par l'archidiocèse de Gênes. Il gère une partie de la province d'Asti, l'autre partie de la province étant partagée par les diocèses d'Albe,  d'Asti, d'Acqui et par l'archidiocèse de Turin. Il possède cinq communes dans la ville métropolitaine de Turin, avec le reste de cette ville métropolitaine dans les diocèses d'Ivrée, Pignerol, Suse, et dans l'archidiocèse de Turin.
Son territoire est de 970 km2 divisé en 115 paroisses regroupées en 12 archidiaconés. L'évêché est à Casal avec la cathédrale saint Evasio. Dans la même ville se trouve la basilique mineure du Sacré-Cœur de Jésus.
Sur son territoire se trouve le Mont Sacré de Crea, un des neuf Sacri Monti du Piémont et de Lombardie inscrit au patrimoine mondial. Dans la commune de San Salvatore Monferrato, le sanctuaire diocésain de la Madone du puits où la Vierge serait apparue le 15 mai 1616 est un lieu de pèlerinage.

## Histoire
Le diocèse est érigé par le pape Sixte IV le 18 avril 1474 avec la bulle Pro excellenti en prenant une partie des territoires des diocèses de Verceil et d'Asti et devient suffragant de l'archidiocèse de Milan. Le 1er août suivant, par la bulle Super Gregem, Sixte IV annexe de nouveaux territoires au diocèse pour mieux lui garantir des revenus.
Le premier évêque est Bernardin de Tebaldeschi, mais n'ayant pas l'âge canonique pour la consécration épiscopale, il est nommé administrateur apostolique du diocèse, jusqu'à ce qu'il soit ordonné évêque en 1482, lorsqu'il atteint l'âge requis de 27 ans. 
Dans la période mouvementée qui voit le passage du Marquisat du Montferrat des Paléologues aux Gonzagues, le jeune diocèse connaît une période de déclin et de crise, en raison des évêques qui ne siègent pas dans leur évêché, dont certains sont liés avec les événements politique de l'époque, due aussi à un clergé de la ville plus attentif à l'obtention de bénéfices qu'à la pastorale des fidèles et d'un clergé rural souvent analphabètes et abandonnés à eux-mêmes.
Scipione d'Este (1555-1567) est le premier évêque à entreprendre une réforme sérieuse de la discipline et des coutumes du clergé, conformément aux décisions du concile de Trente. Il fait la première visite pastorale du diocèse, organise le premier synode diocésain et ouvre le séminaire en 1566. Le travail de réforme se poursuit avec Benedetto Erba (1570-1576) qui introduit les Barnabites dans le diocèse, établit les écoles de doctrine chrétienne, les monts-de-piété, et organise trois synodes.
En 1708, le duché du Montferrat dont la capitale est Casale Monferrato est annexé au duché de Savoie. À partir de ce moment, les évêques liés à la cour de Turin se succèdent sur le siège casalais. Pier Secondo Radicati, nommé évêque en 1701, entre en conflit avec Victor-Amédée II, dont la politique vise à réduire les immunités ecclésiastiques et à soumettre l'Église piémontaise au contrôle royal ; le roi obtient en 1728 la destitution de Radicati, qui est nommé évêque d'Osimo et Cingoli.
À l'occasion de la réorganisation des diocèses piémontais voulue par Napoléon Bonaparte, le siège de Casal est supprimé par le pape Pie VII le 1er juin 1803 avec la bulle Gravissimis causis adducimur, et son territoire, ainsi que celui des diocèses supprimés de Bobbio et Tortone, est uni au diocèse d'Alexandrie. Cependant Napoléon décide de transformer la ville d'Alexandrie en une des forteresses de l'empire ; pour des raisons militaires, la cathédrale et les structures adjacentes sont donc démolies. Cela oblige de transférer l'évêché à Casal où l'évêque d'Alexandrie Jean-Chrysostome de Villaret est nommé le 23 décembre 1805. 
Dans le même temps, Casal comprend, en plus de son territoire, ceux des diocèses supprimés d'Alexandrie, Bobbio et Tortone ; il est nommé suffragant de l'archidiocèse de Turin. Le 17 juillet 1817, par la bulle Beati Petri de Pie VII, les diocèses précédemment supprimés sont rétablis et le diocèse de Casal acquiert son aspect territorial actuel, devenant suffragant du nouveau siège métropolitain de Verceil.
Dans la seconde moitié du XIXe siècle, le diocèse voit se répandre la spiritualité et les œuvres de saint Jean Bosco avec la fondation de divers jardins d'enfants, oratoires et collèges, qui favorisent la formation de nombreuses vocations sacerdotales et religieuses.